# Рожь
Рожь посевна́я, или рожь культу́рная (лат. Secále cereále) — однолетнее или двулетнее травянистое растение, вид рода рожь (Secale) семейства злаки, или мятликовые (Poaceae). Рожь посевная является культурным растением, выращивают её в основном в Северном полушарии. Существуют озимая и яровая формы ржи.

## Этимология
Русское слово «рожь» восходит к праслав. *rъžь, которое возводят к диалектному пра-и.е. *rughís (от него же англ. rye).

## Ботаническое описание

### Морфологические особенности

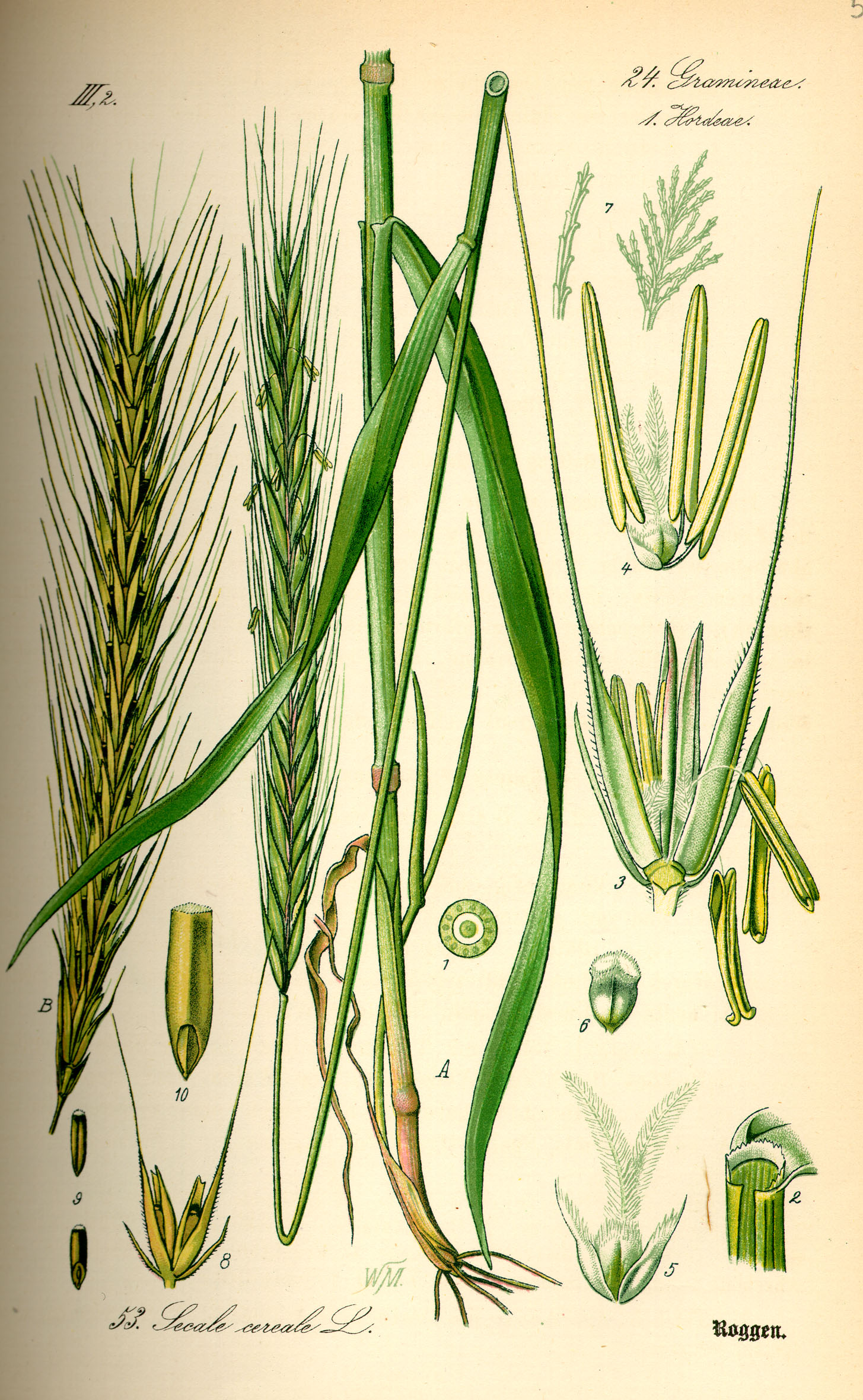

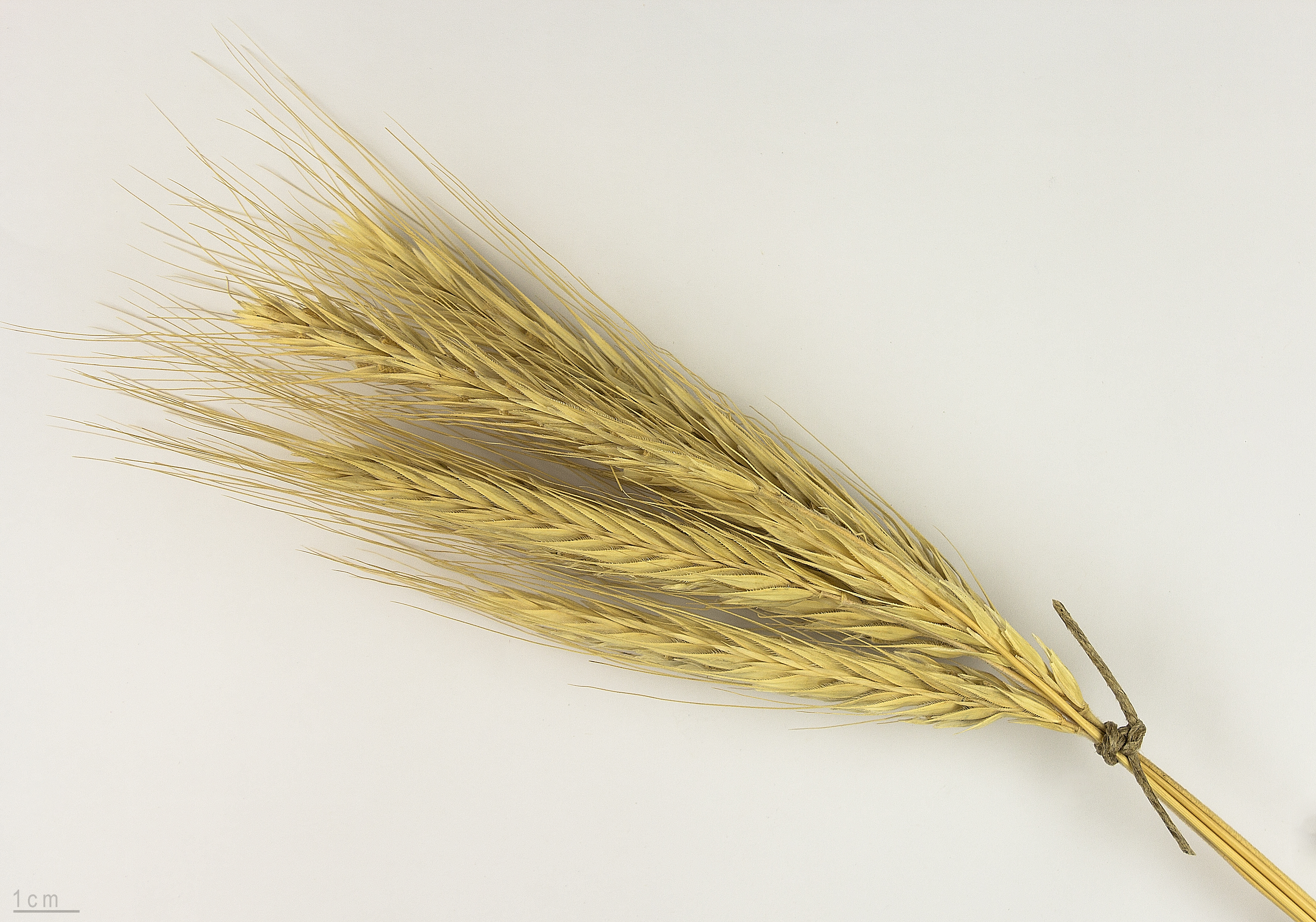
Колосья ржи из коллекции Тулузского музея

Рожь — однолетнее или двулетнее травянистое растение. Рожь посевная как природный вид является диплоидной формой (2n = 14). В последние десятилетия селекционерами получена удвоением количества хромосом в клетках тетраплоидная рожь (4n = 28), сорта которой формируют крупное зерно (масса 1000 зёрен достигает 50—55 г), мощную, стойкую против полегания соломину.

#### Корневая система
Рожь имеет мочковатую корневую систему, (главный корень не развит сильно) и проникающую на глубину до 1—2 м, поэтому она хорошо переносит лёгкие песчаные почвы, а благодаря высокой физиологической активности быстро усваивает из почвы полезные вещества из труднорастворимых соединений.
Узел кущения у ржи формируется на немного меньшей глубине от поверхности почвы (1,7—2 см), чем у пшеницы (2—3 см). Когда зерно помещается в почву глубоко, рожь закладывает два узла кущения: первый — глубоко, а позже второй — ближе к поверхности почвы, который становится главным. Интенсивность кущения у ржи высока — каждое растение формирует 4—8 побегов, а при благоприятных условиях — до 50—90.

#### Стебель
Стебель у ржи полый, с пятью—шестью (реже тремя или семью) междоузлиями, прямой, голый или лишь под колосьями опушённый. Высота стебля в зависимости от условий выращивания и сорта колеблется от 70 до 180—200 см (в среднем 80—100 см).

#### Листья
Листья широколинейные, плоские, вместе со стеблем сизые. Длина листовой пластинки — 15—30 см, ширина 1,5—2,5 см. В основании пластинки размещается короткий язычок и короткие голые или опушённые ушки, охватывающие стебель. Листовая пластинка с верхней стороны иногда покрыта волосками, что указывает на сравнительную устойчивость к недостатку влаги и приспособленность к лёгким песчаным грунтам. Язычок и ушки у листьев ржи рано засыхают и опадают.

#### Соцветие
Стебель несёт на верхушке соцветие — один удлинённый, немного поникающий сложный колос; под колосом стебель немного волосистый. Колос неломкий, с крепкой, не разламывающейся на членики осью, 5—15 см длиной и 0,7—1,2 см шириной, состоит из клетчатого, почти четырёхгранного стержня и плоских колосков, сидящих на выступах стержня и обращённых к нему плоской стороной. Колоски двуцветковые с зачатком третьего цветка, и только у разновидности triflorum трёхцветковые. Колосковые чешуйки линейно-шиловидные, с одной жилкой, короче цветковых чешуек, постепенно заострённые, без ости или с короткой остью 2—3 мм длиной, по килю шероховатые; внешняя цветковая чешуйка немного длиннее колосковых, около 1,5 см длиной, ланцетовидная, с длинной остью, превышающей во много раз колосок, с пятью жилками, по килю с толстоватыми, щетинистыми, немного серповидно изогнутыми ресничками; ости шероховатые, прямые, 2—5 см длиной.

#### Цветки и плоды
Тычинок три, с удлинёнными пыльниками, выступающими из колоска, завязь верхняя с перистым двулопастным рыльцем; опыление ветровое.
Зерновка продолговатая, немного сжатая с боков, с глубокой бороздкой с внутренней стороны посередине; после созревания она вываливается из колоска. Зерно ржи различается по размеру, форме и окраске. Длина его 5—10 мм, ширина 1,5—3,5 мм, толщина 1,5-3 мм. Масса 1000 зёрен у диплоидной ржи — 20—35 г, тетраплоидной — 50—55 г. Форма зёрен удлинённая (с соотношением длины к ширине более 3,3) или овальная (с соотношением длины к ширине 3,3 и менее) с заметной поперечной морщинистостью на поверхности. По окраске различают зерно белое, зеленоватое, серое, жёлтое, тёмно-коричневое.
|                                                        |  |  |
| Слева направо: сочленения листа и стебля, колос, зёрна |  |  |

### Биологические особенности
В онтогенезе рожь проходит те же фенологические фазы и этапы органогенеза, что и пшеница. При одинаковых условиях всходы ржи появляются быстрее на 1—2 дня. На 1—2 дня быстрее она начинает и кущение. Узел кущения закладывается ближе к поверхности грунта (1,7—2,5 см), чаще встречаются двух- и трёхузловые растения. Кущение у ржи происходит в основном осенью. Весной она начинает выход в трубку через 18—20 дней от начала весеннего отрастания, а через 40—50 дней колосится. Цветение наступает через 7—12 дней от начала колошения (у пшеницы через 4—5 дней) и продолжается 7—9 дней. Фаза молочной спелости наступает за 10—14 дней после цветения и продолжается 8—10 дней. Через 2 месяца после колошения рожь созревает. Потом послеуборочное созревание проходит дольше, поэтому рожь реже прорастает в колосе. Масса 1000 зёрен у диплоидных сортов — 23—38 г, а у тетраплоидных — 35—62 г.
К условиям выращивания, в особенности к почвам, рожь менее требовательна, чем пшеница. У неё хорошо развита корневая система, которая проникает на глубину от 1,5 до 2 метров и способна усваивать фосфор и калий из труднорастворимых соединений. Рожь в меньшей степени чувствительна к кислотности почвы. Хорошо растёт при pH 5,3—6,5. Поэтому её можно выращивать на малопригодных для пшеницы подзолистых почвах. Но лучшими являются плодородные структурные чернозёмы и серые лесные почвы среднего и лёгкого суглинистого механического состава. Плохо растёт на тяжёлых глинах, заболоченных, засолённых почвах.
Рожь более зимостойка, чем другие озимые хлеба. Выдерживает снижение температуры на уровне узла кущения до −19—21 °С. Семена начинают прорастать при +0,5—2 °С. Заканчивает вегетацию осенью и возобновляет весной при +3—4 °С.
Рожь — перекрёстноопыляющееся растение длинного светового дня. Пыльца переносится воздухом. Благоприятной для опыления является тихая тёплая погода при достаточной влажности воздуха. В жаркую погоду при низкой влажности воздуха пыльца утрачивает жизнеспособность. Неблагоприятной для опыления является ветреная и дождливая погода.
Чтобы избежать переопыления, семенные делянки диплоидных сортов должны иметь пространственную изоляцию 200—300 м, тетраплоидных — более 500 м.
Транспирационный коэффициент — 340—450. Для того, чтобы растениям сформировать 1 центнер зерна, им требуется забрать из почвы 2,9—3,3 кг азота, 1,1—1,4 кг фосфора, 2,2—3 кг калия. Коэффициент использования азота, фосфора и калия из грунтовых запасов составляет соответственно 0,20—0,35, 0,10—0,17, 0,10—0,22, из органических удобрений — 0,20—0,35, 0,30—0,50, 0,50—0,70, из минеральных — 0,55—0,80, 0,25—0,45, 0,65—0,80.

## Происхождение
Есть предположение, что рожь происходит от вида Secale montanum Guss., дикорастущего в южной Европе, юго-западной и Центральной Азии. Некоторые из учёных-путешественников допускают существование не только дикой ржи, но и других хлебов в некоторых местностях. Так, например, Ф. К. Биберштейн встречал дикую рожь в Кавказско-каспийской степи, затем в Крыму, около Феодосии, и около Сарепты. К. Линней говорит о дикой ржи, которая будто бы попадается на Волге, близ Самары. Существует предположение, что рожь в те края могла быть занесена татарскими племенами, которые жили когда-то за Волгой. Н. А. Северцов считал рожь происшедшей от диких родичей, растущих в южной России, северной Африке и Центральной Азии.
В наши дни родиной ржи считается Анатолия (территория современной Турции). Первоначально она рассматривалась как сорное растение, но при культивировании в Европе приобрела самостоятельное значение ввиду особой стойкости к холодам.
По наблюдениям А. Ф. Баталина, рожь на юге после скашивания может давать побеги, то есть оказывается растением многолетним. Такая рожь, по мнению Баталина, вполне сходна с диким видом ржи — Secale anatolicum, растущей в диком виде в Туркестане. Полагают, что наша рожь произошла из многолетнего дикого вида, но только благодаря культуре стала однолетней. Но Й. Варминг считал родичем ржи Secale montanum, которая дико растёт в Средней Азии, отличается ломкой соломиной, зёрнами, срастающимися с плёнками, и многолетним развитием. По словам Э. фон Бибра, большая часть ботаников к показаниям путешественников о родине ржи относится с недоверием. То же утверждает и О. Декандоль на том основании, что различные авторы очень часто смешивали Secale cereale с другими многолетними видами или с такими, колосья которых легко ломаются и которые новейшими ботаниками основательно считаются различными (Secale fragile — по Биберштейну, Secale anatolicum — по П. Буассье, Secale montanum — по Дж. Гуссоне и Secale villosum — по Линнею). Но истинное место происхождения большинства наших хлебных растений (в том числе и родина ржи), как и домашних животных, остаётся неизвестной, хотя некоторые из этих растений, как, например, пшеница, сеялись в Древнем Египте за 4000 лет до н. э. В отличие от пшеницы и ячменя, рожь не использовалась в качестве зерновой культуры до европейского бронзового века, через несколько тысячелетий после начала неолитической революции. Следовательно, она не входит в число основных сельскохозяйственных культур. Археоботанические исследования, анализ генетического родства, а также история культуры и этимология подтверждают гипотезу о вторичном происхождении одомашнивания ржи от сорняков на пшеничных и ячменных полях. В Северной и Центральной Европе её исключительная зимостойкость и устойчивость к выращиванию на бедных почвах, возможно, позволили выращивать её как самостоятельную зерновую культуру.

## Химический состав
В состав зерна ржи входят углеводы, белки, витамины, минеральные вещества.

## Технология возделывания

### Яровая рожь
Урожайность озимой ржи выше, чем яровой. Поэтому яровая рожь имеет ограниченное распространение в северных районах, где озимая рожь вымерзает из-за крайне низких зимних температур. В России яровую рожь выращивают в основном в Центральной Сибири, в Якутии и Забайкалье. Из-за малой доли яровой ржи на сегодняшний день в сельском хозяйстве применяется небольшое количество сортов.
Некоторые сорта, например «Вятка 1996», создают в качестве страховых на случай гибели озимых посевов в европейской части России.
Среди не страховых сибирских сортов по продуктивности колоса и зерна лидирует сорт «Онхойская». Средняя урожайность — 18—27 ц/га. Рекордная урожайность 39 ц/га. Вегетационный период — 76—100 дней. Хорошо переносит весенние заморозки, майско-июньскую засуху.
Поскольку рожь хорошо выдерживает заморозки, яровую рожь можно высевать очень рано, когда температура почвы поднимается до температуры прорастания семян — 1—2 °С.

### Озимая рожь
Технология возделывания озимой ржи обладает определённым сходством с таковой для озимой пшеницы. Урожайность повышается, если озимая рожь размещается по чистым парам; в районах с достаточным увлажнением возможно также и размещение по занятым и сидеральным парам. Характеризуется сороочищающей способностью, что позволяет считать её хорошим предшественником для ряда овощных и злаковых культур. Предпосевная обработка почвы для озимой ржи варьируется: при размещении по занятым и чистым парам применяется зяблевый комплекс, в то время как после непаровых предшественников производится лишь мелкая обработка.
Основными удобрениями для озимой ржи являются органические (навоз, торфонавозные компосты), нормы для которых составляют 30-40 тонн на гектар для дерново-подзолистых почв и районов с достаточным увлажнением, либо 15-20 тонн на гектар — для чернозёмных почв и засушливых районов; возможно также применение минеральных удобрений (азотных, фосфорных, калийных). Азотные удобрения вносятся дробно, в зависимости от планируемой урожайности и с учётом диагностических показателей; предел — 60 килограммов на гектар.
Для посева выбираются отсортированные семена со следующими показателями: чистота — 99 %, всхожесть — 95 %, минимальная масса тысячи семян — 35 граммов, нижний предел силы роста — 80 %. Перед посевом их протравливают с целью предотвращения ряда распространенных заболеваний. В интересах нормального развития растений посев осуществляется за 50 дней до наступления устойчивых холодов (то есть до момента, когда среднесуточная температура опускается ниже 5 °С). При посеве применяется несколько способов, в частности — узкорядный, рядовой и перекрестный. Норма высева зависит от нескольких параметров и показателей и устанавливается из расчета в 500—600 продуктивных стеблей на квадратный метр; в том или ином регионе она может составлять от 3 до 6 миллионов всхожих семян на гектар.
Озимая рожь характеризуется чувствительностью к глубине посева. Если влажность почвы достаточна, то глубина заделывания семян не превышает 5 сантиметров; в засушливую погоду этот параметр может быть увеличен на 1-2 сантиметра.
С целью ухода за посевами выполняется ряд операций, в частности — прикатывание, боронование, обработка гербицидами и ретардантами. Прикатывание кольчатыми катками, в частности, может практиковаться непосредственно после посева; это способствует уплотнению и выравниванию поля, а также положительно влияет на всхожесть семян. Проводится также и обработка против болезней растений: снежной плесени, корневых гнилей, мучнистой росы и некоторых иных.
Уборка озимой ржи может производиться в одну или две фазы. Однофазная уборка осуществляется комбайнами в период полной спелости, когда влажность зерна не превышает 20 процентов. В свою очередь, двухфазная уборка начинается в период восковой спелости (влажность от 35 до 40 процентов), подразумевает скашивание рядковыми жатками и укладывание в валки на стерню; через несколько дней стебли и зерно подсыхают, валки подбираются и обмолачиваются. В связи с биологическими особенностями ржи уборка должна производиться в сжатые сроки.

## Использование
Рожь — типичная хлебная зерновая культура. Из зерна изготавливают ржаной квас, производят муку, идущую преимущественно на хлеб, получают крахмал, а также используют его как сырьё для производства спирта.

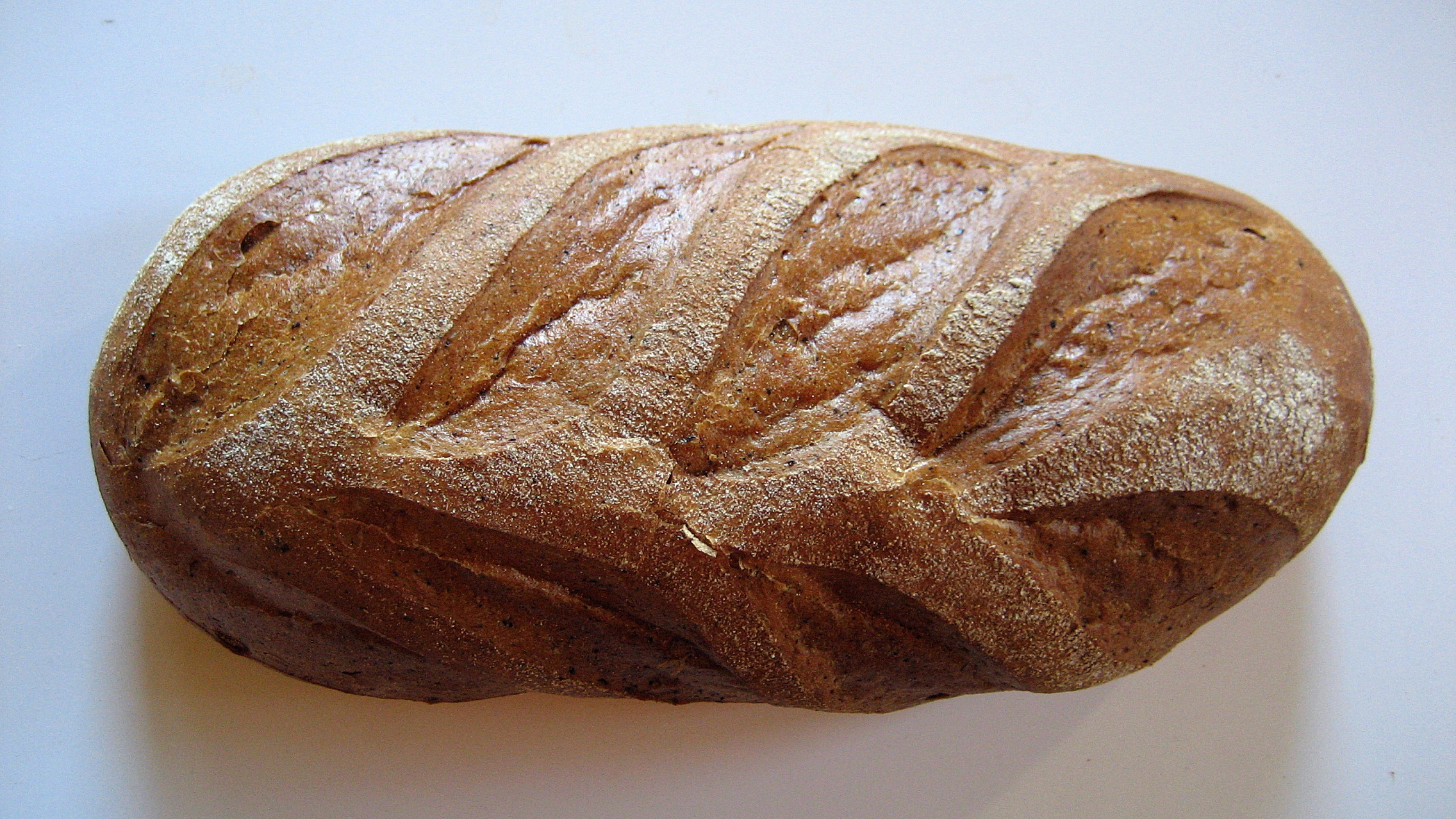
Ржаной хлеб

Рожь является одним из самых распространённых (после горчицы) и наиболее ценных сидератов. Она эффективно подавляет сорняки и болезни растений, превосходя по этому свойству другие известные сидераты из-за особенно быстрого развития. Рожь оказывает сильное структурирующее (разрыхляющее) действие на суглинистые почвы, делая их более лёгкими и водопроницаемыми. Кроме того, она частично вытесняет различных вредителей (в особенности нематод), кроме проволочника, которого рожь, наоборот, привлекает. Высевается она под зиму, чтобы к весенним посадкам её возможно было убрать; весной рожь высевается только в том случае, если засеваемый участок не будет обрабатываться в данном году.
Свежие стебли ржи могут использоваться как фураж.
В прошлом, а иногда и по сей день, ржаная солома используется в качестве дешёвого и простого в изготовлении кровельного материала. Такая кровля, при условии своевременного ремонта, служит несколько десятков лет.

## Производство ржи

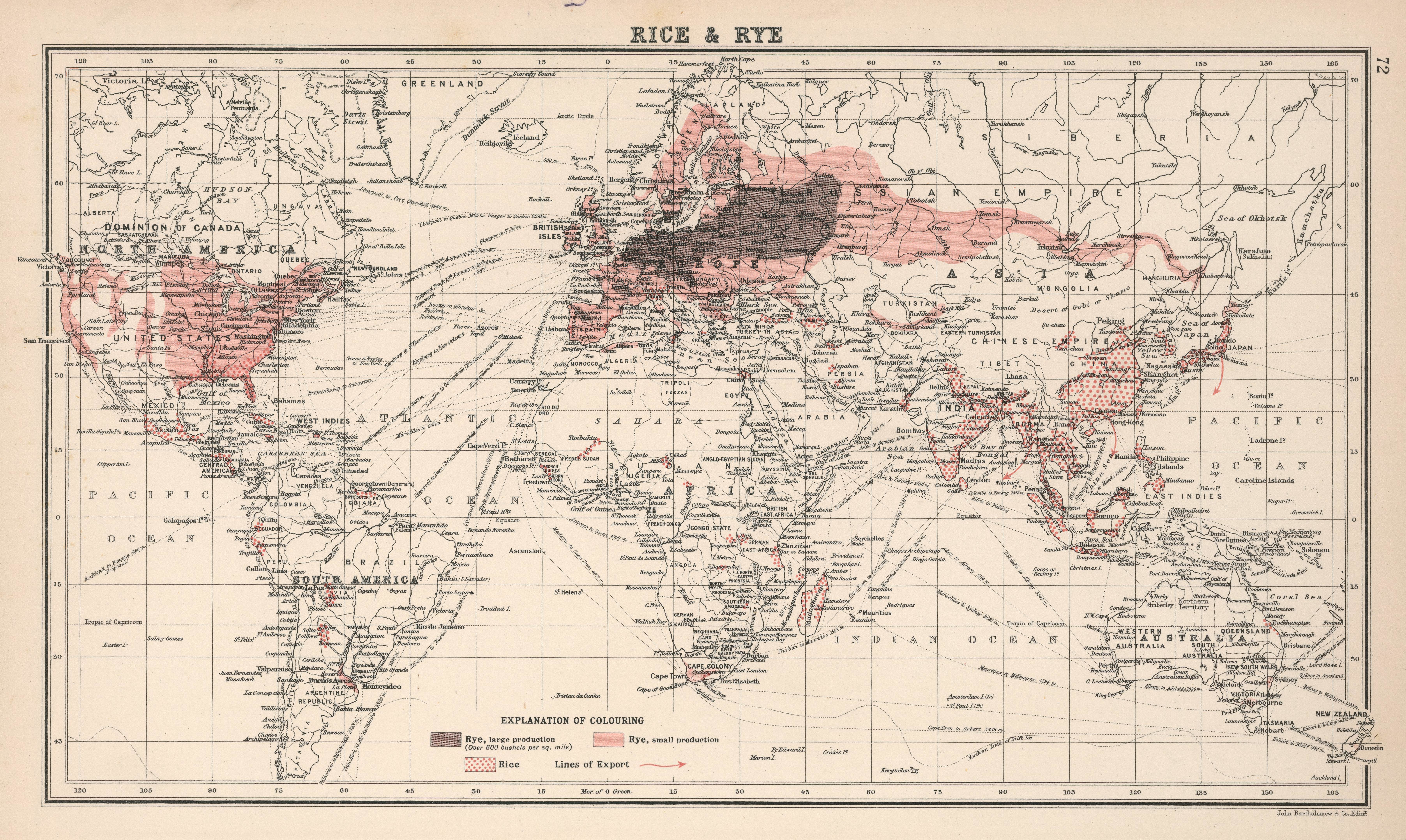
Карта выращивания риса и ржи, 1907 г.

Рожь возделывают прежде всего в Германии, России, Польше, Беларуси, Украине, Скандинавии, Китае. На территории России рожь выращивают в основном в пределах лесной зоны. Лидерами по выращиванию ржи являются Германия, Россия и Польша. В 2011—2016 годах на долю этих трёх стран приходилось от 60 до 68 % мирового производства.
В 2021 году в России собрано 1721,4 тысяч тонн ржи (в 2020 году 2377,6 тысяч тонн). Основные регионы по сбору ржи Башкортостан, Оренбургская область, Татарстан, Брянская, Саратовская и Кировская области.
| Страна         | 1985 | 1995 | 2005 | 2013 | 2016 | 2018 | 2022 |
| -------------- | ---- | ---- | ---- | ---- | ---- | ---- | ---- |
| Германия       | —    | 4521 | 2812 | 4689 | 3174 | 2201 | 3132 |
| Польша         | 7600 | 6288 | 3404 | 3360 | 2200 | 2167 | 2337 |
| Россия         | —    | 4098 | 3628 | 3360 | 2541 | 1916 | 2179 |
| Беларусь       | —    | 2143 | 1250 | 648  | 651  | 503  | 750  |
| Дания          | 565  | 495  | 132  | 527  | 577  | 482  | 691  |
| Канада         | 569  | 310  | 367  | 223  | 382  | 236  | 520  |
| Китай          | 1283 | 1200 | 748  | 620  | 525  | 1045 | 501  |
| Украина        | —    | 1208 | 1300 | 638  | 392  | 394  | 314  |
| США            | 518  | 256  | 191  | 195  | 342  | 214  | 312  |
| Турция         | 360  | 240  | 260  | 365  | 300  | 320  | 273  |
| Великобритания | 35   | 43   | 40   | 35   | 49   | 95   | 242  |
| Аргентина      | 94   | 54   | 92   | 40   | 61   | 86   | 226  |
| Испания        | 273  | 168  | 129  | 384  | 316  | 388  | 189  |

### Международный рынок ржи
По данным на 2017 год рынок ржи оценивался в 207 млн долл. США. Крупнейшими экспортерами были Польша (25 %), Германия (24 %), Канада (14 %) и Латвия (6,8 %), доля России — 2,5 %. Крупнейшими импортерами — Германия (31 %), США (19 %), Нидерланды (8 %), Испания (6,4 %)

### Диетические свойства
Зёрна, отруби и зелёные стебли ржи используются в лечебных целях.
В белке зерна содержатся лизин и треонин — аминокислоты, необходимые для роста и восстановления тканей, производства гормонов и антител. Рожь способствует сопротивляемости организма заболеваниям, обладает отхаркивающим действием, как диетический продукт полезна при сахарном диабете. Поэтому даже ржаной хлеб в определённом смысле является лекарством. В народе его используют как лёгкое слабительное, отвар из отрубей, наоборот, оказывает закрепляющее действие. Полезен ржаной квас: он нормализует пищеварение, улучшает обмен веществ, благотворно влияет на сердечно-сосудистую систему.

## Номенклатура и системное положение
Рожь посевная — единственный вид культурной ржи, который широко распространён в мировом земледелии, в том числе и в России, как важнейшая продовольственная и кормовая культура. Вид объединяет более 40 разновидностей. Все сорта ржи, которые имеют распространение в России, принадлежат к разновидности var Vulgate Körn. (колосовой стержень неломкий, наружная цветковая чешуя голая, зерно открытое или полуоткрытое).

### Сорта в России
В России допущено к использованию около 49 сортов озимой ржи.
| Сорт          | Скороспелость | Зимостойкость | Засухоустойчивость | Регионы допуска                                                                     |
| ------------- | ------------- | ------------- | ------------------ | ----------------------------------------------------------------------------------- |
| Восход 2      | Среднеспелый  | Хорошая       | Низкая             | Центральный и Волго-Вятский                                                         |
| Вятка 2       | Среднепоздний | Хорошая       | Средняя            | Северный, Северо-Западный, Волго-Вятский                                            |
| Саратовская 5 | Среднеспелый  | Хорошая       | Высокая            | Центрально-Чернозёмный, Средневолжский, Нижневолжский, Уральский, Западно-Сибирский |
| Чулпан        | Среднеспелый  | Хорошая       | Высокая            | Центрально-Чернозёмный, Средневолжский, Нижневолжский, Уральский                    |

Выведены и рекомендованы к использованию высокопродуктивные короткостебельные сорта, устойчивые к полеганию и болезням: Безенчукская 87, Короткостебельная 69, Дымка, Пурга, Саратовская 5, а также сорт многолетней ржи Державинская 29.

## В пословицах и поговорках
- Коли в мае дождь, будет и рожь.
- Была бы в сусеке рожь, будет и в кармане грош.
- Пшеница кормит по выбору, а матушка рожь простаков сплошь.
- Знать да уметь – не без хлеба сидеть.
- Посеем в пору, соберем зерна гору.
- Май творит хлеба, а июнь – сено.
- Рожь колосится — всяк восхитится.
- Сбежал и ржи не жал.
- Не уродится рожь – по миру пойдешь.
- У нашего господина ни ржи, ни овина.